# Glendon Swarthout
Glendon Fred Swarthout (8 tháng 4 năm 1918 tại Pinckney, Michigan – 23 tháng 9 năm 1992 ở Scottsdale, Arizona) là một nhà văn người Mỹ.

## Tiểu thuyết
- Willow Run (1943)
- They Came To Cordura (1958)
- Where The Boys Are (1960)
- Welcome To Thebes (1962)
- The Cadillac Cowboys (1964)
- The Eagle and the Iron Cross (1966)
- Loveland (1968)
- Bless the Beasts and Children (1970)
- The Tin Lizzie Troop (1972)
- Luck and Pluck (1973)
- The Shootist (1975)
- A Christmas Gift (còn được biết đến với tên The Melodeon) (1977)
- Skeletons (1979)
- The Old Colts (1985)
- The Homesman (1988)
- Pinch Me, I Must Be Dreaming (1994, xuất bản sau khi chết)
- Easterns and Westerns (2001) (tuyển tập truyện ngắn), sửa đổi bởi Miles Hood Swarthout

## Phim dựng theo truyện của Swarthout
- 7th Cavalry — Columbia Pictures, 1956 • 7th Cavalry trên Internet Movie Database
- They Came to Cordura — Columbia Pictures, 1959 • They Came to Cordura trên Internet Movie Database
- Where the Boys Are — MGM, 1960 • Where the Boys Are trên Internet Movie Database
- Bless the Beasts & Children — Columbia Pictures, 1971 • Bless the Beasts & Children trên Internet Movie Database
- The Shootist — Paramount, 1976 • The Shootist trên Internet Movie Database
- A Christmas to Remember — CBS, 1978 • A Christmas to Remember trên Internet Movie Database
- Where the Boys Are '84 — Tri-Star, 1984 • Where the Boys Are '84 trên Internet Movie Database

## Giải thưởng
- O. Henry Prize short story (đề cử), 1960
- National Society of Arts and Letters gold medal, 1972
- Spur Award, Best Western Novel of 1975, The Shootist, Western Writers of America
- Spur Award, Best Western Novel of 1988, The Homesman, Western Writers of America
- Wrangler Award, Best Western Novel of 1988, The Homesman, Western Heritage Association
- Owen Wister Award for Lifetime Achievement, Western Writers of America, 1991